# Werne
Werne és un municipi del districte d'Unna, a l'estat de Rin del Nord-Westfàlia, a Alemanya.
|  |

## Ciutats agermanades
- Bailleul,  França
- Lytham St. Annes,  Regne Unit
- Kyritz,  Alemanya
- Wałcz,  Polònia
- Poggibonsi,  Itàlia